# Années 700 av. J.-C.
Les années 700 av. J.-C. couvrent les années de 709 av. J.-C. à 700 av. J.-C.

## Événements
- 710-708 av. J.-C : siège de Babylone par Sargon II. Le roi de la ville Mérodach-Baladan II résiste pendant deux ans mais doit s'enfuir en Élam[1].
- 710-705 av. J.-C : début de la Guerre lélantine, entre Chalcis et Érétrie.
- 709 av. J.-C. : fondation dans le sud de l'Italie de la cité de Crotone par des Achéens et des Spartiates[2].

- 708 av. J.-C. : 
  - Sargon II se fait couronner roi de Babylone. Midas de Phrygie, sept rois de Chypre (Iatnana) et Upêri, roi de Dilmoun (îles Bahreïn) prêtent allégeance à l’Assyrie[1]. L’empire assyrien est à sa plus grande extension. Renaissance artistique et littéraire.
  - institution du pentathlon aux Jeux olympiques. Il est remporté par Lampis[3].
  - institution de la lutte aux Jeux olympiques antiques : elle est remportée par Eurybatos de Sparte.
  - fondation de Parion au nord de l'Hellespont selon Eusèbe de Césarée (date contestée)[4].
- Vers 708 av. J.-C. : un groupe de Cimmériens, chassés par les Scythes, établit une colonie dans la région de Sinope[5].

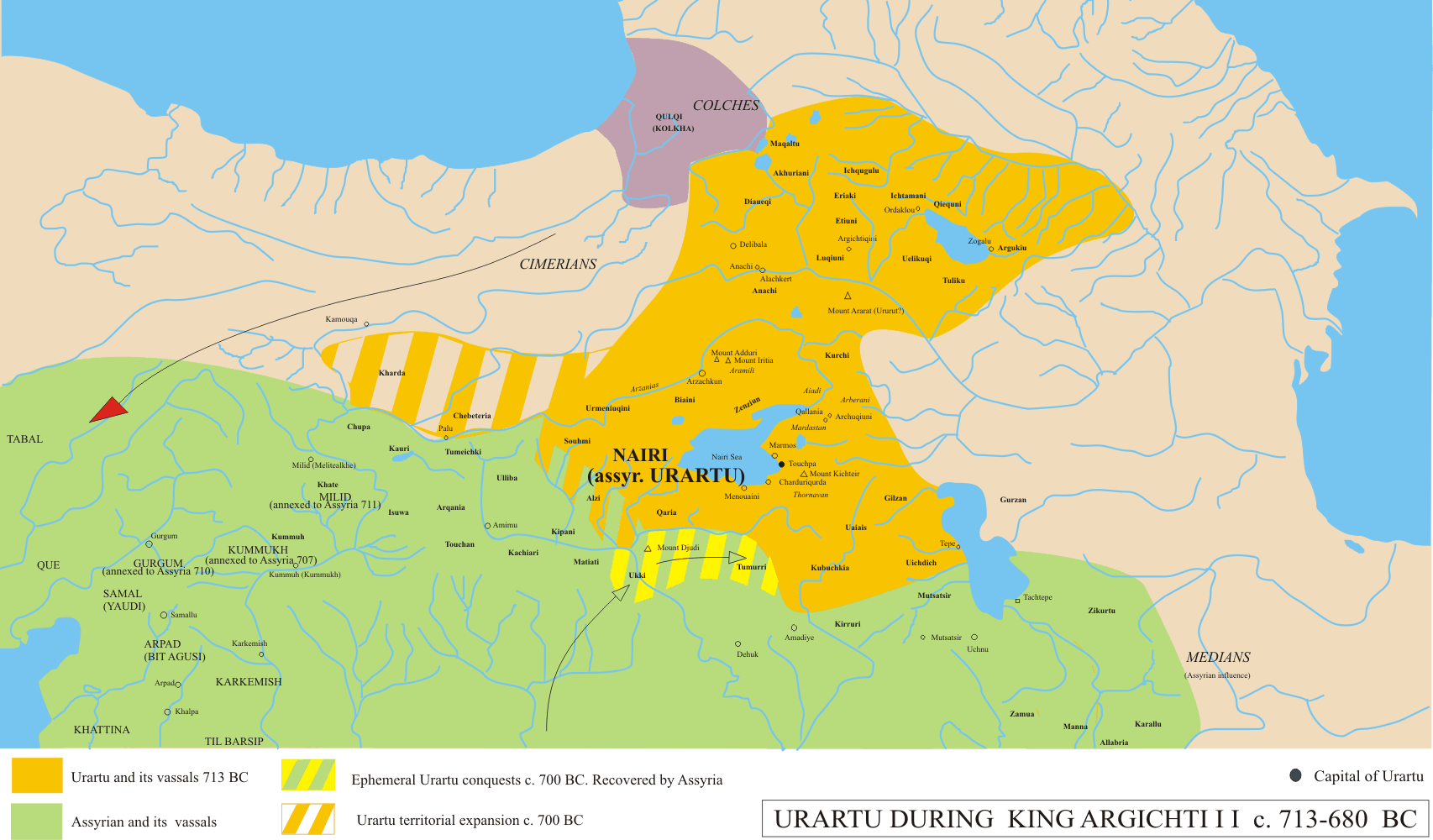
L'Urartu de 713 à 680

- 707 av. J.-C. : défaite d’Argishti II, roi d’Urartu face aux Cimmériens, peuple indo-européen qui dévaste l’Anatolie[6].

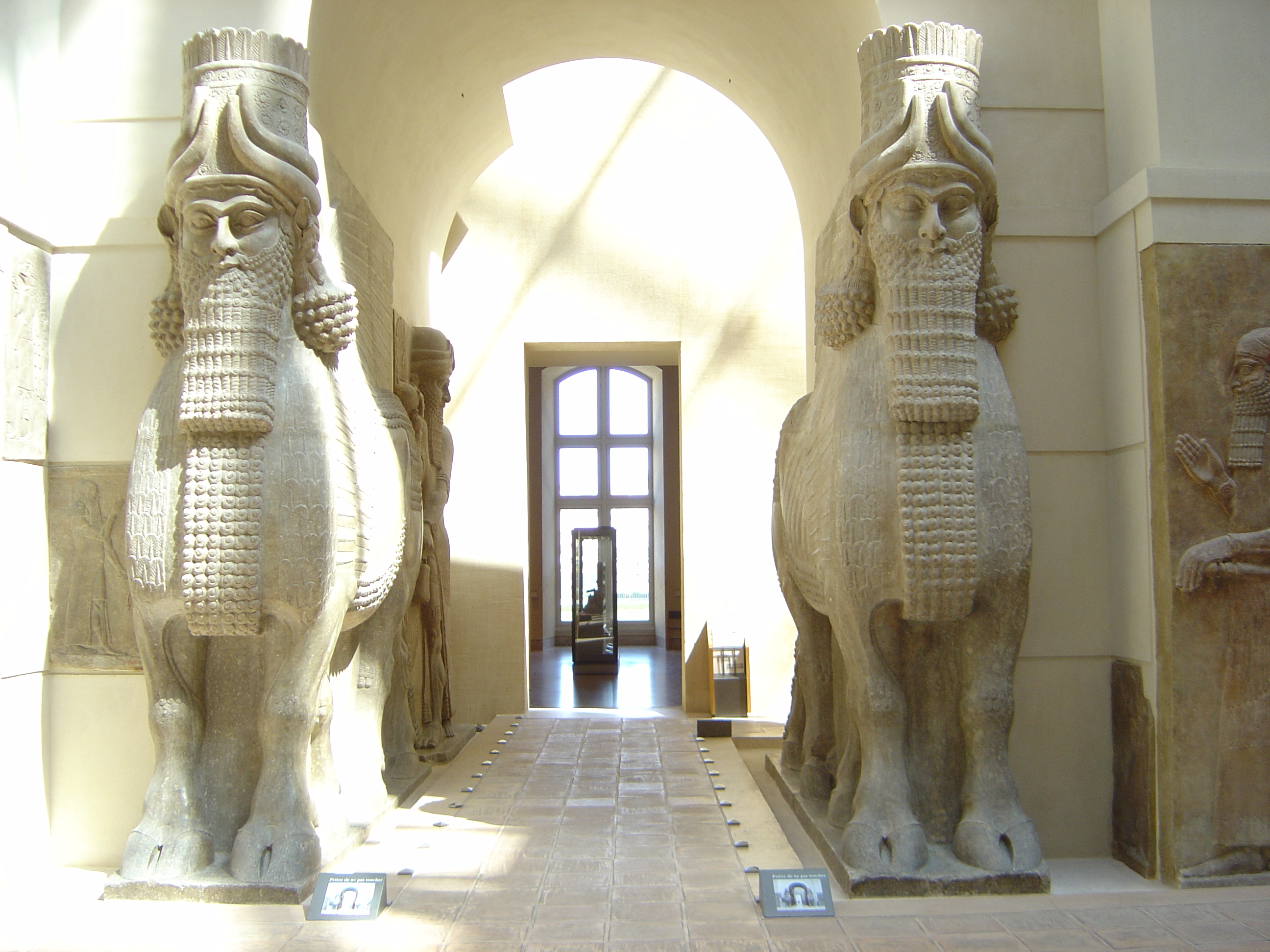
Une porte de Dur-Sharrukin, au Louvre

- 706 av. J.-C. : inauguration de la cité de Dur-Sharrukin (Khorsabad), qui remplace Nimrud comme capitale de l'Assyrie[1]. Elle est délaissée, en partie inachevée, à la mort de Sargon II.
  - Importance de l’outillage en fer : 160 tonnes de grappins, pics, pioches, crochets et marteaux ont été retrouvées dans une réserve du palais de Sargon à Khorsabad. Sargon fait aménager des jardins tout autour de Dur-Sharrukin grâce à l’irrigation[7].

- Vers 706 av. J.-C. : date traditionnelle de la fondation de Tarente par des Parthénies originaires de Sparte[8]. Fondation de Posidonia (Paestum), en Italie du Sud[9].

- 705 av. J.-C. : Sargon II est tué lors d’une campagne contre le Tabal. Son corps n’est pas retrouvé[1].

- 705-701 av. J.-C. : à la mort de Sargon, le pharaon d'Égypte Shabaka provoque des soulèvements en Syrie et en Palestine. Lulê, roi de Sidon, Sidka, roi d’Ascalon, Ézéchias, roi de Juda, les habitants d’Ekron font sécession avec l’Assyrie[1]. Ézéchias de Juda prend la tête de la coalition anti-assyrienne regroupant Gaza, Ashdod, Tyr, Édom et Juda soutenue par le pharaon Shabaka. Ézéchias se met en relation avec Merodach-Baladan II, en train de soulever la Babylonie avec l’aide de l'Élam. Pour en imposer aux hésitants, il envahit la Philistie, soulève le peuple d’Eqrôn et fait prisonnier leur roi Padi, qui refusait de rejoindre la coalition. À l’approche des armées assyriennes, Ézéchias fait fortifier Jérusalem, assure son alimentation en eau en cas de siège en faisant creuser le réservoir et le canal de Siloé, un tunnel de 550 m de long, et fait forger de nombreuses armes (javelots, boucliers)[10].

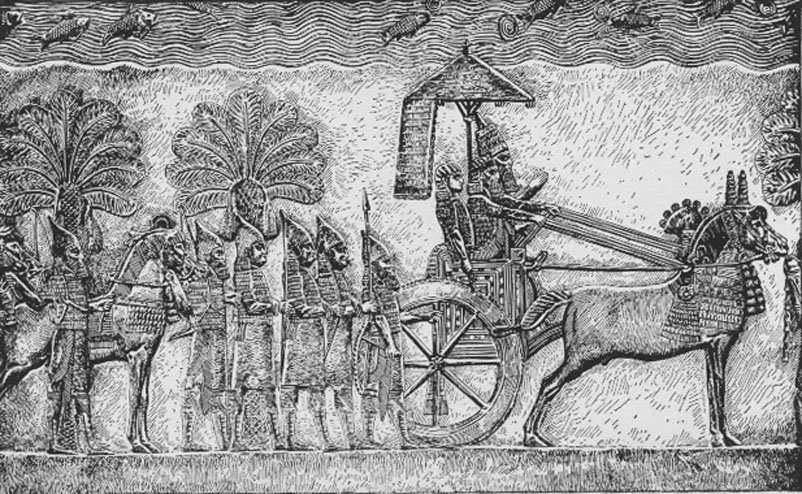
Sennacherib sur son char de guerre, bas-relief de son palais à Ninive.

- 704-681 av. J.-C. : règne de Sennacherib, roi d’Assyrie[1]. Ninive devient la capitale de l'Assyrie. Construction du palais de Sennacherib à Ninive (palais sans rival).

- 704 av. J.-C. : 

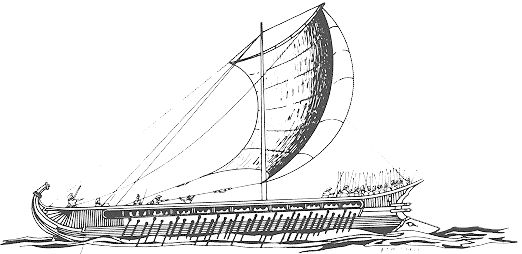
Une trière grecque

  - en Chine, les barbares Man, sinisés, fondent le royaume de Chu (704-223 av. J.-C.) au Hubei[11]. Plus au sud vivent des barbares affiliés aux Thaïs (Miao, Moso, Lolo, etc.).
  - construction, selon la tradition grecque antique, des quatre premières trières par l'architecte naval corinthien Améinoclès[12].
- 703 av. J.-C. : révolution à Babylone. Un roi babylonien est élu au détriment de Sennacherib. Merodach-Baladan II revient alors d’Élam et reprend le pouvoir. Sennacherib écrase les rebelles quelques mois plus tard sous les murs de Kish. Merodach-Baladan s’enfuit dans les marais du sud du pays pendant que Sennacherib pille son palais et déporte de nombreux Babyloniens, Chaldéens et Araméens en Assyrie, puis confie le trône à Bêl-ibni[1].
- 701-689 av. J.-C. : règne en Égypte du pharaon koushite Shabataka, fils de Peyé[1]. Il règne en paix, mais prend cependant conscience du danger assyrien, et envoie une armée soutenir la révolte des villes palestiniennes, mais la retire avant l’affrontement direct.
- 701 av. J.-C. : Sennacherib réprime la révolte en Syrie-Palestine[1]. Il s’empare des villes phéniciennes, remplace le roi de Sidon Lulê, en fuite, par Ittobaal, assiège Tyr. Les autres villes de Phénicie, ainsi que Mitinti, roi d’Ashdod, Puduili, roi d’Ammon, Kammusunadbi, roi de Moab et Aiarammu, roi d’Édom se soumettent et lui présentent le tribut. Sennacherib entre alors en Philistie, et après avoir déporté le roi d’Ascalon Sidka il vainc les Égyptiens venus au secours d’Eqrôn dans la plaine de d’Eltéqeh. Il s’empare d’Eqrôn, en massacre les notables et fait prisonnier une partie de la population. Il prend la forteresse de Lakish et envoie des ambassadeurs à Jérusalem. Ézéchias n'obtient finalement le départ des Assyriens qu'au prix de concessions exorbitantes : le versement d'un tribut énorme - 30 talents d'or et 800 talents d'argent -, sans parler de la déportation de ses filles, de son harem et de ses musiciens, ainsi que la perte d'une partie de son territoire[13]. La campagne de Sennacherib porte un coup terrible au royaume de Juda dont la plupart des villes sont détruites et la population déportée. La partie occidentale de Juda passe aux mains de Mitinti d’Ashdod, de padi d’Eqrôn et de Sillibel de Gaza, en récompense de leur fidélité à Sennacherib.
- 700 av. J.-C. : le roi chaldéen de Babylone Merodach-Baladan II suscite des désordres en Babylonie. Le roi d'Assyrie Sennacherib intervient, dépose Bêl-ibni et le remplace par son fils aîné, Ashur-nadin-shumi sur le trône de Babylone. Merodach-Baladan préfère la fuite en Élam au combat[1].